# Markvartice u Sobotky
Markvartice (deutsch Markwartitz) ist ein Ort mit 460 Einwohnern (28. August 2006) in der Region Královéhradecký kraj (Tschechien).

## Geographie
Südlich des Ortsteiles Příchvoj entspringt die Mrlina.

## Geschichte
1188 wurde der Ort erstmals schriftlich erwähnt. Im 14. Jahrhundert bestand im Ort eine Festung der Herren von Markwartitz.

## Sehenswürdigkeiten

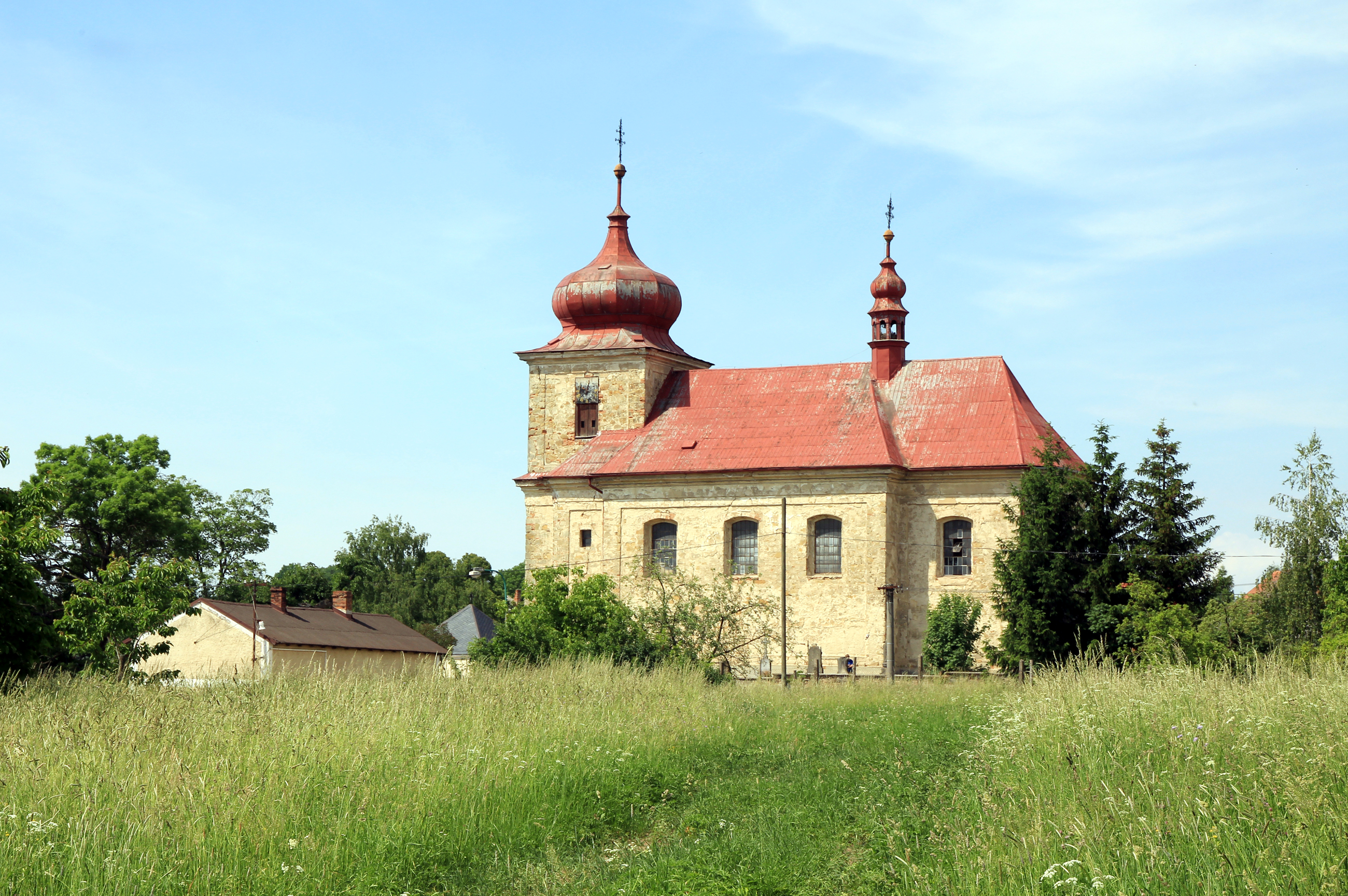
Kirche des Hl. Aegidius

- Kirche des Hl. Aegidius (Kostel Svatého Jiljí)
- Geburtshaus von Josef Haken

## Ortsteile
- Hřmenín
- Leština
- Mrkvojedy
- Netolice
- Příchvoj
- Rakov
- Skuřina
- Spařence